# Oidardis curupaoensis
Oidardis curupaoensis är en tvåvingeart som beskrevs av Kaletta 1978. Oidardis curupaoensis ingår i släktet Oidardis och familjen rovflugor.
Artens utbredningsområde är Venezuela. Inga underarter finns listade i Catalogue of Life.